# TinKode

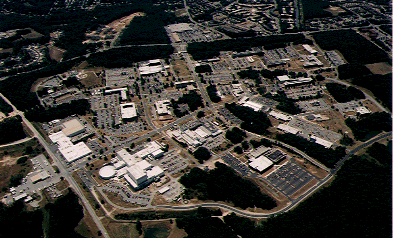
NASA - "Goddard Space Flight Center" - una dintre cele mai frecvente ținte ale lui Tinkode

TinKode este pseudonimul sub care Răzvan Manole Cernăianu (n. 7 februarie 1992), un consultant și hacker român, era cunoscut pentru obținerea accesului neautorizat la sistemele informatice ale unor organizații și, de asemenea, utilizat pentru postarea dovezilor spargerilor sale on-line, pe rețelele de socializare. Țintele preferate ale acestuia erau site-urile de profil înalt, în care urmărea identificarea vulnerabilităților (de ex. NASA)  , folosind metode necunoscute în atacurile sale cele mai recente. Alt pseudonim utilizat de acesta mai era "sysgh0st".

## Spargerea site-urilor
Goddard Space Flight Center - NASA a fost unul dintre obiectivele cele mai mari ale lui TinKode
Site-ul Royal Navy a fost temporar indisponibil după ce TinKode a pretins că l-a spart. El a încălcat, de asemenea, securitatea serverelor de la NASA, și a postat capturi de ecran de pe un server FTP privat cu informații legate de observarea Pământului de la "Goddard Space Flight Center".
Lista atacurilor lui TinKode

## Alte spargeri
De asemenea, el susține că a găsit vulnerabilități în organizații precum: Pentagonul, Sun Microsystems,MySQL, ESET Kaspersky Portugalia, site-ul Armatei SUA,Youtube,Google, și alte site-uri. TinKode nu a fost niciodată criticat în mod public de către experții în securitate, în principal pentru că el nu a dezvăluit informații complete cu privire la site-urile încălcate. El a informat, de fapt, că rezultatele sale on-line, le-a oferit pentru a diminua vulnerabilitatea parolelor „giganților” lumii internetului. TinKode a primit, o recompensă de la Google deoarece a arătat motorului de căutare, punctele slabe ale parolelor.

## Arestarea
La 31 ianuarie 2012, TinKode a fost reținut de DIICOT sub acuzația de blocare temporară a sistemelor informatice ale Armatei SUA, ale Pentagonului si blocarea serverelor de la NASA. TinKode a fost eliberat la 27 aprilie 2012.

## Petiția de sprijin
După arestarea sa, o petiție a fost generată pentru sprijinul lui Tinkode. Petiția, generată de DIICOT și FBI, are ca scop primirea foarte multor semnături pentru a-l sprijini pe Tinkode. Dacă petiția primește foarte multe semnături pentru ca Tinkode să primească o pedeapsă rezonabilă și corectă. Mulți spun că hackerul nu a fost rău intenționat și a fost curios. Petiția a primit 5000 de semnături și nu se vor mai permite semnături după ianuarie 2013. Domeniul freetinkode.com permite semnarea pentru sprijinul lui Tinkode pe o petiție online, gratuit.